# بن ۱۰
بن ۱۰ یا بن تن (به انگلیسی: Ben 10) یک فرنچایز رسانه‌ای آمریکایی است که توسط من آو اکشن طراحی شده، توسط استودیوی کارتون نت‌ورک تولید شده و متعلق به برادران وارنر است. این فرنچایز حول محور پسر جوانی به نام بن تنیسون می‌چرخد که آمنیتریکس را کشف می‌کند – یک دستگاه فرازمینی با فناوری پیشرفته که شکلی شبیه به یک ساعت مچی دارد. این ابزار شگفت‌انگیز حاوی دی‌ان‌ای گونه‌های فرازمینی و بیگانگان مختلف است که به بن اجازه می‌دهد به دلخواه به آنها تبدیل شود. در ابتدا، آمنیتریکس دارای ده تغییر به فرازمینی‌ها است، اما با گذشت زمان، بن توانایی باز کردن موجودات بیشتری را کسب می‌کند.این سری انیمیشن شامل ۵ سری سریال هست که به ترتیب "بن ۱۰ کلاسیک" ، "بن ۱۰ الین فورس" ، "بن ۱۰ التیمیت الین" ، "بن ۱۰ آمنیورس" و "بن ۱۰ ریبوت" میباشد. چهار سری اول دنباله یکدیگر هستند اما نسخه ریبوت متفاوت است و یونیورس خودش را دارد و هیچ ربطی به سری اصلی(بن پرایم) ندارد
او در این راه با خطرات این ساعت همراه میشود، تعمیر آن را یاد میگیرد، دوستان جدیدی پیدا میکند و به خانواده خود نزدیک تر میشود، او دیوانه ی انجام کار های قهرمانی با ساعتش است و از آن برای نجات خانواده خود و جهان استفاده میکند و گاهی نیز با استفاده از موجودات ذخیره شده در ساعتش برای انجام کار های شخصی استفاده میکند. این داستان بر پایه اکشن و کمدی ساخته شده است و طرفداران زیادی را به خود جلب کرده.
این فرنچایز تحسین قابل توجهی از منتقدان را به خود جلب کرد و سه جایزه امی را به دست آورده است. فرنچایز شامل پنج مجموعه تلویزیونی اصلی، پنج فیلم بلند و بازی‌های ویدیویی متعدد است که به عنوان دومین فرنچایز طولانی موجود در کارتون نت‌ورک رتبه‌بندی می‌شود. به علاوه، بن ۱۰، الهام‌بخش مجموعه‌ای از اسباب‌بازی‌ها بود که در ابتدا توسط بندای برای چهار سری اول فرنچایز و بعداً توسط پلی‌میتز تویز برای ریبوت‌ آن تولید شد. بن ۱۰ با درآمد بیش از ۷ میلیارد دلار در فهرست پرفروش‌ترین فرانچایز‌های تاریخ سرگرمی قرار دارد.

## مجموعه‌های تلویزیونی
تا سال ۲۰۲۴، پنج سری پایان یافته به دو جهان داستانی تقسیم می‌شوند: دنیای کلاسیک شامل مجموعه اصلی و دنباله‌هایش – بن ۱۰ (۲۰۰۵–۲۰۰۸)، بن۱۰: نیروی بیگانه (۲۰۰۸–۲۰۱۰)، بن ۱۰: بیگانه تمام‌عیار (۲۰۱۰–۲۰۱۲) و بن ۱۰: نیروی بی‌پایان (۲۰۱۲–۲۰۱۴) و ریبوت‌ بن ۱۰ (۲۰۱۶–۲۰۲۱) با قسمت‌های ویژه در آوریل ۲۰۲۱.

### نمای کلی
| مجموعه‌ها               | فصل | قسمت‌ها | قسمت‌ها | تاریخ اصلی روی آنتن رفتن | تاریخ اصلی روی آنتن رفتن |
| مجموعه‌ها               | فصل | قسمت‌ها | قسمت‌ها | اولین بار                | آخرین بار                |
| ---------------------- | --- | ------ | ------ | ------------------------ | ------------------------ |
| بن ۱۰ (۲۰۰۵)           | ۱   | ۱۳     | ۱۳     | ۲۷ دسامبر ۲۰۰۵           | ۲۵ مارس ۲۰۰۶             |
| بن ۱۰ (۲۰۰۵)           | ۲   | ۱۳     | ۱۳     | ۲۹ مه ۲۰۰۶               | ۹ اکتبر ۲۰۰۶             |
| بن ۱۰ (۲۰۰۵)           | ۳   | ۱۳     | ۱۳     | ۲۵ نوامبر ۲۰۰۶           | ۲۱ آوریل ۲۰۰۷            |
| بن ۱۰ (۲۰۰۵)           | ۴   | ۱۰     | ۱۰     | ۱۴ ژوئیه ۲۰۰۷            | ۱۵ آوریل ۲۰۰۸            |
| بن۱۰: نیروی بیگانه     | ۱   | ۱۳     | ۱۳     | ۱۸ آوریل ۲۰۰۸            | ۳۱ اوت ۲۰۰۸              |
| بن۱۰: نیروی بیگانه     | ۲   | ۱۳     | ۱۳     | ۱۰ اکتبر ۲۰۰۸            | ۲۷ مارس ۲۰۰۹             |
| بن۱۰: نیروی بیگانه     | ۳   | ۲۰     | ۲۰     | ۱۱ سپتامبر ۲۰۰۹          | ۲۶ مارس ۲۰۱۰             |
| بن ۱۰: بیگانه تمام‌عیار | ۱   | ۲۰     | ۲۰     | ۲۳ آوریل ۲۰۱۰            | ۱۰ دسامبر ۲۰۱۰           |
| بن ۱۰: بیگانه تمام‌عیار | ۲   | ۱۲     | ۱۲     | ۴ فوریه ۲۰۱۱             | ۲۹ آوریل ۲۰۱۱            |
| بن ۱۰: بیگانه تمام‌عیار | ۳   | ۲۰     | ۲۰     | ۱۶ سپتامبر ۲۰۱۱          | ۳۱ مارس ۲۰۱۲             |
| بن ۱۰: نیروی بی‌پایان   | ۱   | ۱۰     | ۱۰     | ۱ اوت ۲۰۱۲               | ۱۷ نوامبر ۲۰۱۲           |
| بن ۱۰: نیروی بی‌پایان   | ۲   | ۱۰     | ۱۰     | ۲۴ نوامبر ۲۰۱۲           | ۲ فوریه ۲۰۱۳             |
| بن ۱۰: نیروی بی‌پایان   | ۳   | ۱۰     | ۱۰     | ۹ فوریه ۲۰۱۳             | ۶ آوریل ۲۰۱۳             |
| بن ۱۰: نیروی بی‌پایان   | ۴   | ۱۰     | ۱۰     | ۵ اکتبر ۲۰۱۳             | ۷ دسامبر ۲۰۱۳            |
| بن ۱۰: نیروی بی‌پایان   | ۵   | ۱۰     | ۱۰     | ۱۵ فوریه ۲۰۱۴            | ۱۹ آوریل ۲۰۱۴            |
| بن ۱۰: نیروی بی‌پایان   | ۶   | ۱۰     | ۱۰     | ۶ اکتبر ۲۰۱۴             | ۱۷ اکتبر ۲۰۱۴            |
| بن ۱۰: نیروی بی‌پایان   | ۷   | ۱۰     | ۱۰     | ۲۰ اکتبر ۲۰۱۴            | ۳۱ اکتبر ۲۰۱۴            |
| بن ۱۰: نیروی بی‌پایان   | ۸   | ۱۰     | ۱۰     | ۳ نوامبر ۲۰۱۴            | ۱۴ نوامبر ۲۰۱۴           |
| بن ۱۰ (۲۰۱۶)           | ۱   | ۴۰     | ۴۰     | ۱ اکتبر ۲۰۱۶             | ۲۲ نوامبر ۲۰۱۷           |
| بن ۱۰ (۲۰۱۶)           | ۲   | ۴۰     | ۴۰     | ۳ اکتبر ۲۰۱۷             | ۲۶ اکتبر ۲۰۱۸            |
| بن ۱۰ (۲۰۱۶)           | ۳   | ۵۲     | ۵۲     | ۲۶ ژانویه ۲۰۱۹           | ۲۵ ژوئیه ۲۰۱۹            |
| بن ۱۰ (۲۰۱۶)           | ۴   | ۳۴     | ۳۴     | ۱۳ دسامبر ۲۰۱۹           | ۱۸ سپتامبر ۲۰۲۰          |

## فیلم‌ها
تا سال ۲۰۲۰، سه فیلم انیمیشن و دو فیلم لایو اکشن شامل بن ۱۰: مسابقه با زمان (۲۰۰۷) و بن ۱۰: ازدحام بیگانه (۲۰۰۹) در فرنچایز تولید شده است.

### فیلم‌های انیمیشن
| سال  | عنوان                      |
| ---- | -------------------------- |
| ۲۰۰۷ | بن ۱۰: راز آمنیتریکس       |
| ۲۰۱۲ | بن ۱۰: نابودی همه بیگانگان |
| ۲۰۲۰ | بن ۱۰ در مقابل جهان: فیلم  |

#### بن ۱۰: راز آمنیتریکس
در سال ۲۰۰۷ اولین انیمیشن سینمایی بن تن با نام بن ۱۰: راز آمنیتریکس ساخته کارتون نت‌ورک به بازار عرضه شد. ساعت بن تن روی تخریب خودکار قرار می‌گیرد. بن تن راهی برای متوقف کردن تایمر انفجار ساعت خود پیدا نمی‌کند و باید برای جلوگیری از انفجار ساعت خود، سازنده ساعت را پیدا کند. این فیلم ۷۰ دقیقه‌ای در ۱۰ اوت ۲۰۰۷ منتشر شد. این انیمیشن در وب‌سایت نمره‌دهی IMDb نمره ۷٫۳ از ۱۰ را گرفته است و در وب‌سایت بازبینی‌خوانی راتن تومیتوز، ۸۰٪ از ۶۱۲ بررسی منتقدین مثبت است.

#### بن ۱۰: نابودی همه بیگانگان
انیمیشن بن ۱۰: نابودی همه بیگانگان در سال ۲۰۱۲ ساخته شده است. در حالی که بن با پایان تعطیلات تابستانی و آمنیتریکسِ بسیار آسیب دیده دست و پنجه نرم می‌کند، پدرِ آزموث سازنده آمنیتریکس فکر می‌کند که بن، آزموث را کشته است.

### فیلم‌های لایو اکشن
|                              | فیلم‌های لایو اکشن                    | فیلم‌های لایو اکشن                   |
| بن ۱۰: مسابقه با زمان (۲۰۰۷) | بن ۱۰: ازدحام بیگانه (۲۰۰۹)          |                                     |
| ---------------------------- | ------------------------------------ | ----------------------------------- |
| کارگردان(ها)                 | الکس وینتر                           | الکس وینتر                          |
| تهیه‌کننده(ها)                | ایوان دبلیو. آدلر و ویکتور هو (line) | گیدئون امیر                         |
| شرکت(های) تولید              | الکس وینتر با کارتون نت‌ورک استودیوز  | الکس وینتر با کارتون نت‌ورک استودیوز |
| توزیع کننده                  | برادران وارنر و کارتون نت‌ورک         | کارتون نت‌ورک                        |
| مدت زمان                     | ۶۷ دقیقه                             | ۶۹ دقیقه                            |
| انتشار                       | ۲۱ نوامبر ۲۰۰۷                       | ۲۵ نوامبر ۲۰۰۹                      |

#### بن ۱۰: مسابقه با زمان
پس از موفقیت انیمیشن سینمایی راز آمنیتریکس، نوبت به فیلم سینمایی بن۱۰: مسابقه با زمان رسید. این فیلم، اولین فیلم سینمایی بن تن بود که به شکلی غیر از انیمیشن وارد بازار شد. در این فیلم اکشن و علمی-تخیلی بن تن از سفر به خانه برمی‌گردد تا با شخصیت‌های شروری که قصد نابودی بلوود را دارند مقابله کند. این فیلم به علت خارج شدن از سبک انیمیشن‌های بن تن چندان مورد استقبال قرار نگرفت.

#### بن ۱۰: ازدحام بیگانه
فیلم سینمایی بن۱۰: ازدحام بیگانه در سال ۲۰۰۹ و به همان سبک بن۱۰: مسابقه با زمان ساخته شد. درواقع این فیلم به نوعی ادامه همان فیلم در نظر گرفته می‌شود. در بن۱۰: ازدحام بیگانه، بن تن برخلاف دستور پدربزرگ خود با دختر یکی از دشمنان قدیمی خود همکاری می‌کند تا از یک ازدحام همه‌جانبه بیگانگان و موجودات فضایی به زمین جلوگیری کند. در این فیلم موجودات فضایی با استفاده از بدن انسان‌ها قصد فتح جهان را دارند. این فیلم در ۲۵ نوامبر ۲۰۰۹ پخش شد و همانند نسخه قبلی خود با انتقادات زیادی روبه‌رو شد.

## خارج از رسانه

### بازی‌های ویدئویی
| عنوان                                     | سال  | مجموعه          |
| ----------------------------------------- | ---- | --------------- |
| Ben 10: Hyperscan                         | ۲۰۰۶ | کلاسیک          |
| بن۱۰: محافظ زمین                          | ۲۰۰۷ | کلاسیک          |
| Ben 10: Alien Force                       | ۲۰۰۸ | نیروی بیگانه    |
| Ben 10 Alien Force: Vilgax Attacks        | ۲۰۱۰ | نیروی بیگانه    |
| Ben 10 Alien Force: The Rise of Hex       | ۲۰۱۰ | نیروی بیگانه    |
| Ben 10 Ultimate Alien: Cosmic Destruction | ۲۰۱۰ | بیگانه تمام‌عیار |
| Ben 10: Galactic Racing                   | ۲۰۱۱ | بیگانه تمام‌عیار |
| Ben 10: Omniverse 1                       | ۲۰۱۲ | نیروی بی‌پایان   |
| Ben 10: Omniverse 2                       | ۲۰۱۳ | نیروی بی‌پایان   |
| Ben 10: All Out Attack!                   |      |                 |
| Ben 10                                    | ۲۰۱۷ | ریبوت           |
| Ben 10: Power Trip                        | ۲۰۲۰ | ریبوت           |
| Ben 10: DLC                               | ۲۰۲۱ |                 |

### کمیک
در ۲۶ ژوئیه ۲۰۲۴، در مراسم کامیک-کان سن دیگو به صورت رسمی اعلام شد که قرار است سری کمیک بوک جدیدی از بن ۱۰ به دست شرکت Dynamite Comic ساخته شود.